# Albert II. Mudri
Albert II. Mudri ili Lijeni (12. prosinca 1289. – Beč, 20. lipnja 1358.) bio je vojvoda Austrije, vojvoda Štajerske (1330. – 1358.) kao i vojvoda Koruške (1335. – 1358.), vladar Kranjske i vladar Vorlandea.